# An Romanautoren und ihre Kritiker. Berliner Programm
An Romanautoren und ihre Kritiker. Berliner Programm ist eine Schrift des Schriftstellers Alfred Döblin aus dem Jahr 1913. Der Text erschien in der Zeitschrift Der Sturm im Monat Mai. Darin entwirft Döblin eine „radikale Romanpoetik“, wodurch er den „Grundstein für den Montageroman“ legte.

## Inhalt
Döblin verwirft die konventionellen Arbeitsmethoden zur Schaffung eines Romans, die er in einer Tradition von Homer bis Cervantes sieht. Anfangen soll die Erneuerung des Romans beim Autor selbst. Dieser soll im Gegensatz zu seinen Vorgängern nicht länger in seiner Isolation verweilen, sondern die Öffentlichkeit suchen. Weiterhin taugt nach Döblin die Psychologie nicht mehr zur Erneuerung der Prosa, da sie lediglich „ein dilettantisches Vermuten, scholastisches Gerede, spintisierender Bombast, verfehlte, verheuchelte Lyrik“ sei. Dabei argumentiert er, dass die Psychologie der Versuch einer Rationalisierung der Kunst darstelle, was dem „Tod der Kunst“ gleichkomme. Dagegen empfiehlt der Nervenarzt Döblin die Psychiatrie, die „einzige Wissenschaft, die sich mit dem seelischen ganzen Menschen befaßt“. Des Weiteren fordert er einen „Kinostil“, das Aufbrechen der linearen Erzählung. Stilmittel wie das Bild werden dagegen abgelehnt, oder sollten selten gebraucht werden, da sie problemlos zu kreieren sind. Das Verschwinden des Autors, von Döblin Depersonation genannt, gipfelt in seiner Aussage: „Ich bin nicht ich, sondern die Straße die Laterne, dies und dies Ereignis, weiter nichts“.
Außerdem wird das Festhalten an einem Protagonisten attackiert, da die Kompliziertheit der Welt zugunsten der Figur aufgelöst werde. Der Essay endet mit der Aufforderung: „Der Roman muß seine Wiedergeburt erleben als Kunstwerk und modernes Epos“.

### Textausgaben
- Alfred Döblin: An Romanautoren und ihre Kritiker. Berliner Programm. In: Alfred Döblin Schriften zu Ästhetik, Poetik und Literatur. Walter Verlag, Freiburg 1989, ISBN 3-530-16697-9.
- Alfred Döblin: An Romanautoren und ihre Kritiker. Berliner Programm. In: Alfred Döblin: Schriften zu Ästhetik, Poetik und Literatur. S. Fischer, Frankfurt am Main 2013, S. 118–121, ISBN 978-3-596-90462-4.

### Aufsätze
- Luca Renzi: Alfred Döblin – das Bild der Moderne in seiner Epik Theorie. In: Sabina Becker und Helmuth Kiesel (Hrsg.): Literarische Moderne. Begriff und Phänomen. Berlin, 2007, S. 181–198.
- Gabriele Sander: Alfred Döblin und der Großstadtrealismus. In: Distl, Neuhaus, Selbmann, Spalek, Unger (Hrsg.): Realistisches Schreiben in der Weimarer Republik. Würzburg, 2006, S. 139–150.